# カシュカシャン (小惑星)
カシュカシャン (8994 Kashkashian) は小惑星帯に位置する小惑星。ローウェル天文台のブライアン・スキッフによって発見された。
アルメニア系のアメリカ合衆国の女性ヴィオラ奏者、キム・カシュカシャンから命名された。